# 結城浩
結城 浩（ゆうき ひろし、1963年 - ）は、プログラマ、技術ライターである。プロフィールによれば、プロテスタントの信者。
2001年にウィキクローンの1つであるYukiWikiをウェブサイトで公開。2014年3月、著作の『数学ガール』シリーズで日本数学会出版賞受賞。

## 活動
2002年頃から個人サイトで著作を発表した。その一つであった小説『数学ガール』は「読者からの熱いエール」により出版に至ったという。この作品は1作目が日坂水柯、2作目が春日旬、3作目が茉崎ミユキによりそれぞれ漫画化された。

## 著書

### 技術系
C言語
- 『C言語プログラミングのエッセンス　対応機種:PC-9800シリーズ,DOS/Vマシン,FM TOWNS』ソフトバンク出版事業部〈Softbank books　C magazineベストセレクション〉、1993年8月。ISBN 4-89052-431-2。
  - →新版、1996年、ソフトバンク出版事業部、ISBN 4-89052-868-7
- 『C言語プログラミングレッスン　ANSI対応　入門編』ソフトバンク出版事業部〈Softbank books〉、1994年6月。ISBN 4-89052-519-X。
  - →改訂第2版、1998年、ソフトバンク出版事業部、ISBN 4-7973-0757-9
- 『C言語プログラミングレッスン　入門編』（新版）ソフトバンククリエイティブ、2006年9月。ISBN 4-7973-3678-1。
- 『C言語プログラミングレッスン　ANSI対応　文法編』ソフトバンク出版事業部、1995年8月。ISBN 4-89052-755-9。
  - 『C言語プログラミングレッスン　文法編』（新版）ソフトバンククリエイティブ、2006年9月。ISBN 4-7973-3679-X。

Perl
- 『Perlで作るCGI入門　生きたホームページを作るために　基礎編』ソフトバンク出版事業部、1998年1月。ISBN 4-7973-0507-X。
  - 『Perlで作るCGI入門　生きたホームページを作るために　応用編』ソフトバンク出版事業部、1998年7月。ISBN 4-7973-0581-9。
- 『Perl言語プログラミングレッスン　入門編』ソフトバンクパブリッシング、2001年1月。ISBN 4-7973-1221-1。
  - →新版、2006年、ソフトバンククリエイティブ、ISBN 4-7973-3680-3
- 『結城浩のPerlクイズ』ソフトバンクパブリッシング、2002年9月。ISBN 4-7973-2126-1。

Java
- 『Java言語プログラミングレッスン』 上、ソフトバンクパブリッシング、1999年6月。ISBN 4-7973-0803-6。
  - →改訂版、2003年、ソフトバンクパブリッシング、ISBN 4-7973-2515-1
    - →改訂第2版、2005年、ソフトバンククリエイティブ、ISBN 4-7973-3211-5
- 『Java言語プログラミングレッスン』 下、ソフトバンクパブリッシング、1999年7月。ISBN 4-7973-1010-3。
  - →改訂版、2003年、ソフトバンクパブリッシング、ISBN 4-7973-2516-X
    - →改訂第2版、2005年、ソフトバンククリエイティブ、ISBN 4-7973-3212-3
- 『Java言語で学ぶデザインパターン入門』ソフトバンクパブリッシング、2001年6月。ISBN 4-7973-1646-2。
- 『Java言語で学ぶデザインパターン入門　マルチスレッド編』ソフトバンクパブリッシング、2002年6月。ISBN 4-7973-1912-7。
  - 『Java言語で学ぶデザインパターン入門』（増補改訂版）ソフトバンクパブリッシング、2004年6月。ISBN 4-7973-2703-0。
  - →『Java言語で学ぶデザインパターン入門　マルチスレッド編』（増補改訂版）ソフトバンククリエイティブ、2006年3月。ISBN 4-7973-3162-3。
- 『Java言語で学ぶリファクタリング入門』ソフトバンククリエイティブ、2007年2月。ISBN 978-4-7973-3799-0。

その他
- 『暗号技術入門　秘密の国のアリス』ソフトバンクパブリッシング、2003年9月。ISBN 4-7973-2297-7。
  - →新版、2008年、ソフトバンククリエイティブ、ISBN 978-4-7973-5099-9
    - →第3版、2015年、ソフトバンククリエイティブ、ISBN 978-4-7973-8222-8
- 『結城浩のWiki入門　YukiWikiではじめるみんなで作るWebサイト』インプレスネットビジネスカンパニー、2004年4月。ISBN 4-8443-1915-9。
- 『プログラマの数学』ソフトバンクパブリッシング、2005年3月。ISBN 4-7973-2973-4。
- 『数学文章作法 - 基礎編 -』（ちくま学芸文庫、2013年）
  - 『数学文章作法 - 推敲編 -』（ちくま学芸文庫、2014年）

### 数学ガール
- 『数学ガール』ソフトバンククリエイティブ、2007年。ISBN 978-4-7973-4137-9。

- 『数学ガール　フェルマーの最終定理』ソフトバンククリエイティブ、2008年。ISBN 978-4-7973-4526-1。
- 『数学ガール　ゲーデルの不完全性定理』ソフトバンククリエイティブ、2009年。ISBN 978-4-7973-5296-2。
- 『数学ガール　乱択アルゴリズム』ソフトバンククリエイティブ、2011年。ISBN 978-4-7973-6100-1。
- 『数学ガール　ガロア理論』ソフトバンククリエイティブ、2012年。ISBN 978-4-7973-6754-6。

- 数学ガールの秘密ノートシリーズ
  - 『数学ガールの秘密ノート 式とグラフ』ソフトバンククリエイティブ、2013年7月。ISBN 978-4-7973-7414-8。

- 『数学ガールの秘密ノート 整数で遊ぼう』ソフトバンククリエイティブ、2013年12月。ISBN 978-4-7973-7415-5。
- 『数学ガールの秘密ノート 丸い三角関数』ソフトバンククリエイティブ、2014年4月。ISBN 978-4797375688。

- 『数学ガールの誕生』ソフトバンククリエイティブ、2013年9月。ISBN 978-4-7973-7325-7。

コミカライズ（原作担当）
- 『数学ガール』 上、日坂水柯画、メディアファクトリー、2008年11月。ISBN 978-4-8401-2292-4。
- 『数学ガール』 下、日坂水柯画、メディアファクトリー、2009年7月。ISBN 978-4-8401-2586-4。
- 『数学ガール ゲーデルの不完全性定理』 (1)巻、茉崎ミユキ画、メディアファクトリー〈MFコミックス アライブシリーズ〉、2011年4月23日。ISBN 978-4-8401-3788-1。

### 翻訳
- オー・ヘンリー、ウィーダ『最後の一枚の葉　賢者の贈り物　フランダースの犬』枯葉・荒木光二郎訳、フロンティアニセン〈フロンティア文庫 75 風呂で読める文庫100選 75〉、2005年4月。ISBN 4-86197-075-X。